# أتراك أفارقة

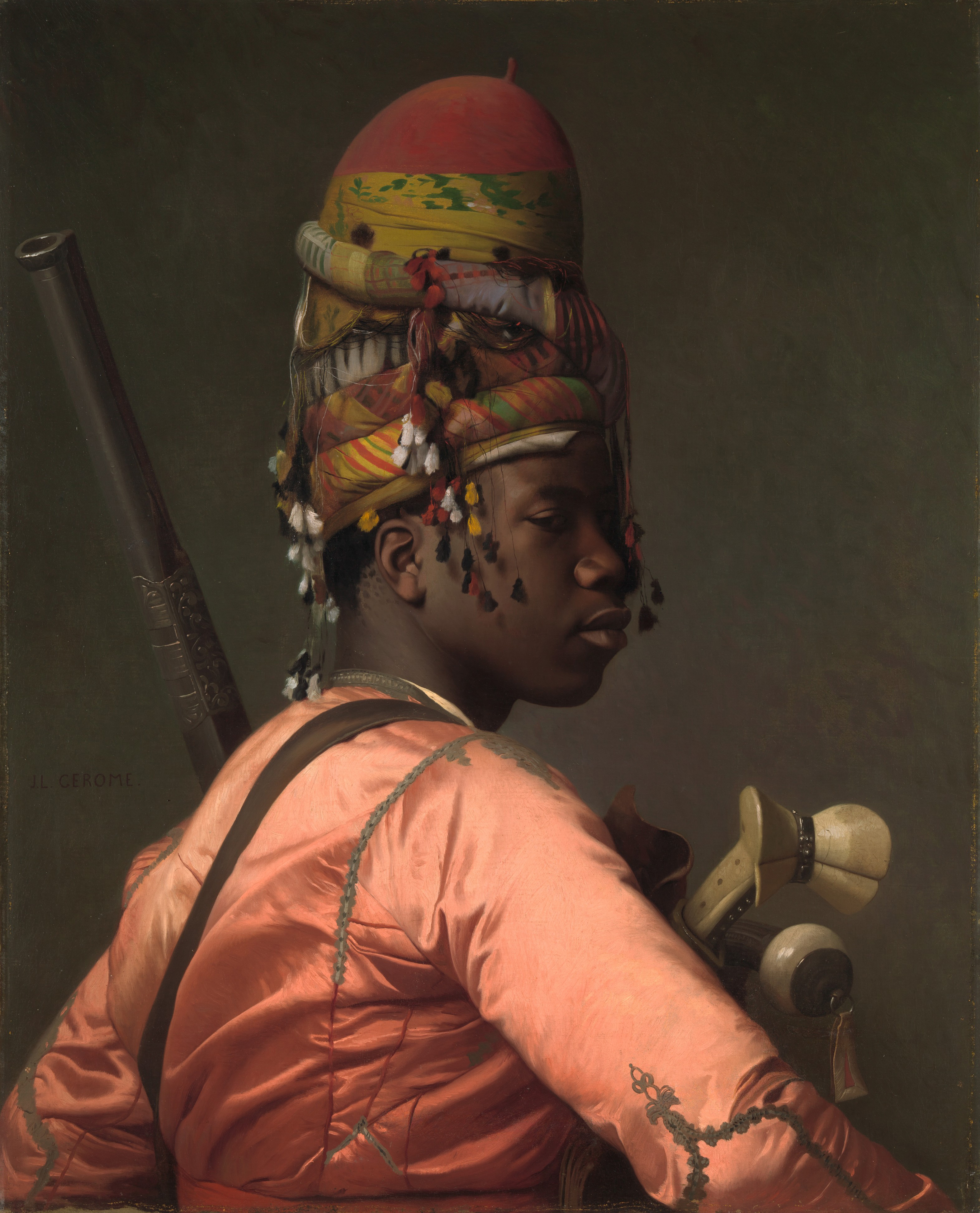
رسمٌ من سنة 1869 يُظهر أحد العبيد الأفارقة من طائفة الباشي بازوق، الذين تحدَّر منهم بعض الأتراك السود المعاصرين.

الأفارقة الأتراك هم شعب أفريقي الأصل في تركيا. مثل المنحدرين من أبخازيا، ويرجع أصلهم إلى فرع الأفارقة في تجارة الرقيق العثمانية.